# Luffariella variabilis
Luffariella variabilis är en svampdjursart som först beskrevs av Polejaeff 1884.  Luffariella variabilis ingår i släktet Luffariella och familjen Thorectidae.
Artens utbredningsområde är Vanuatu. Inga underarter finns listade i Catalogue of Life.